# Reserva natural nacional de Honghe
La Reserva natural nacional de Honghe se crea en 2002 para proteger un importante humedal en la frontera entre la ciudad de Tongjiang y el condado de Fuyuan, al este de la provincia de Heilongjiang, en el nordeste de China. Al mismo tiempo, la zona se declara sitio Ramsar por su valor para la protección y conservación de las aves, con una extensión de 218,36 km² y una altitud de 51-55 m.

## Características
La reserva de Honghe se encuentra en una llanura aluvial de tierras bajas y llanas. Dos ríos principales fluyen a través de Honghe, el río Nongjiang y el río Wolulan, entre 47°42′-47°52′N y 133°34′- 133°46′E. Los humedales obtienen su agua de estos ríos y de las precipitaciones. El área tiene un clima monzónico templado cálido típico. Las temperaturas medias del aire varían de -23,4 °C a 22,4 °C, y la temperatura media anual es de 1,9°С. La precipitación anual es de 585 mm, con el 50% - 70% de precipitación concentrada entre julio y septiembre.

#### Flora
Se calcula que en la reserva, con diversos tipos de humedales, más de mil especies de plantas, entre ellas 6 especies de flores raramente silvestres en peligro de extinción en China, como la soja silvestre (Glycine soja) y (Astragalus membranaceus), una planta medicinal reconocida. Asimismo, hay muchas especies de árboles comerciales: álamos, abedules, robles, tilos, etc. Otras especies de plantas son Carex lasiocarpa, Carex meyeriana, Phragmites australis y Calamgrostis angustifolia.

#### Fauna
Se calcula que hay 32 especies de mamíferos, 235 especies de aves y 25 especies de peces en esta reserva. Entre ellos 7 especies de mamíferos y 10 especies de aves en peligro de extinción. Las especies de fauna en peligro incluyen la grulla de Manchuria (Grus japonensis) y la grulla cuelliblanca (Grus vipio), el pigargo europeo (Haliaeetus albicilla), el ciervo rojo (Cervus elaphus) y el lince (Felis lynx), etc. Es un importante sitio de reproducción muy conocido para la cigüeña oriental (Ciconia boyciana) en peligro de extinción.

## Conservación
La reserva es propiedad del estado, y el área circundante es propiedad del gobierno local. Hay tres granjas estatales en los alrededores, que cultivan una parte de la tierra dentro de la reserva, principalmente arrozales, pero también maíz, trigo y soja. En los alrededores viven unas 20.000 personas y hay un centro de investigación, educación y formación. Las amenazas consisten en una disminución de las precipitaciones en los últimos decenios y un incremento de las actividades humanas.
Entre 1993 y 2014, se colocaron 183 nidos artificiales para las cigüeñas orientales, que han ya superan el millar de ejemplares. La pesca y la caza están prohibidas desde 1989.

## Sitio Ramsar
En 2002, se crea la reserva natural para aumentar la protección del sitio Ramsar acabado de crear, con el número 1149 y una extensión de 218,36 km², en un ecosistema casi natural con una variedad de humedales, que albergan al menos seis especies raras de flora en peligro y tres de aves. El principal sitio de anidación de la cigüeña oriental, con 200 individuos en otoño, así como de cigüeña negra, grulla de Manchuria o de coronilla roja, grulla cuelliblanca, cisne cantor y pato mandarín. En el entorno hay granjas que cultivan arroz. desde 2002, hay programas que monitorizan los anseriformes así como la superficie del agua y los niveles de profundidad.